# Gräns (film)
Gräns är en svensk långfilm, som hade premiär 31 augusti 2018. Filmens regissör är Ali Abbasi som även skrivit manus tillsammans med novellförfattaren och Isabella Eklöf. Filmen bygger på en skräcknovell av John Ajvide Lindqvist och huvudrollen spelas av Eva Melander. Filmen vann pris för bästa film på Guldbaggegalan 2019.

## Handling
Tullinspektören Tina är begåvad med en övernaturlig förmåga, ett extraordinärt luktsinne. Detta leder till att hon kan avslöja saker om dem som vill passera färjeterminalen där hon arbetar som tulltjänsteman. Mötet med den likasinnade mannen "Vore" leder till livsomvälvande upptäckter och förändringar, då det visar sig att hon egentligen är ett troll.

## Skådespelare i urval
- Eva Melander – Tina
- Eero Milonoff – Vore
- Jörgen Thorsson – Roland
- Viktor Åkerblom – Ulf
- Matti Boustedt – Tomas
- Sten Ljunggren – Birger
- Ann Petrén - Agneta
- Kjell Wilhelmsen - Daniel
- Rakel Wärmländer - Therese
- Andreas Kundler - Robert
- Tomas Åhnstrand - Stefan
- Josefin Neldén - Esther
- Henrik Johansson - Patrik

## Produktion och mottagande
Filmen uppmärksammades för sin beskrivning av trolliknande människor och den naturnära djuriskheten. De två huvudrollerna – Tina och Vore spelades av Eva Melander respektive Eero Milonoff. Inte minst Melanders rolltolkning gav internationellt eko, och hon jämfördes bland annat med Charlize Theron (som 2004 fick en Oscar för sin roll som seriemördare i Monster). Rollen som Tina innebar för Melander bland annat långa sessioner i sminklogen, kroppsbyggande och 18 extra kilon.
Uppmärksammad blev även filmens "trollsex", en filmscen som beskrivits som banbrytande queer.

### Utmärkelser
Filmen belönades med priset Un certain regard vid filmfestivalen i Cannes 2018, och utsågs till årets svenska Oscarsbidrag. I urvalsprocessen inför Oscarsgalan föll Gräns bort. I stället nominerades Göran Lundström och Pamela Goldammer i klassen Bästa smink.
I januari 2019 blev filmen nominerad till nio utmärkelser vid årets Guldbaggegala.
Vid Guldbaggegalan 2019 den 28 januari på Cirkus i Stockholm belönades filmen med de sex utmärkelserna:
- Guldbaggen för bästa film
- Guldbaggen för bästa kvinnliga huvudroll (Eva Melander)
- Guldbaggen för bästa manliga biroll (Eero Milonoff)
- Guldbaggen för bästa mask och smink
- Guldbaggen för bästa visuella effekter
- Guldbaggen för bästa ljud/ljuddesign